# Майдан-Ментовський
Майдан-Ментовський (пол. Majdan Mętowski) — село в Польщі, у гміні Глуськ Люблінського повіту Люблінського воєводства.
Населення — 205 осіб (2011).

## Демографія
Демографічна структура станом на 31 березня 2011 року:
|          | Загалом | Допрацездатний вік | Працездатний вік | Постпрацездатний вік |
| -------- | ------- | ------------------ | ---------------- | -------------------- |
| Чоловіки | 94      | 18                 | 64               | 12                   |
| Жінки    | 111     | 10                 | 75               | 26                   |
| Разом    | 205     | 28                 | 139              | 38                   |